# Uwe Beyer
Uwe Beyer   (Kiel, 14 d'abril de 1945 - Belek, 15 d'abril de 1993) fou un atleta alemany, especialista en el llançament de martell, que va competir sota bandera de la República Federal Alemanya durant les dècades de 1960 i 1970.
El 1964 va prendre part en els Jocs Olímpics d'Estiu de Tòquio, on va guanyar la medalla de bronze en la prova del llançament de martell del programa d'atletisme. Quatre anys més tard, als Jocs de Ciutat de Mèxic, quedà eliminat en sèries en l'mateixa prova. La tercera, i darrera, participació en uns Jocs Olímpics fou el 1972, a Múnic, on fou quart en la prova del llançament de martell.
En el seu palmarès també destaquen dues medalles al Campionat d'Europa d'atletisme, de bronze el 1966 i d'or el 1971, i una de bronze a les Universíades de 1973. A nivell nacional va guanyar vuit títols alemanys consecutius, de 1964 a 1971, i va rebre el "Silberne Lorbeerblatt" el 1964. Entre 1964 i 1971 va millorar dotze vegades el rècord alemany de l'especialitat.
Morí jove, amb tan sols 48 anys, d'un ictus provocat, probablement, per l'ús de substàncies dopants durant la seva carrera esportiva, tal com va admetre en una entrevista el 1977 al programa "Aktuelles Sportstudio" de la cadena ZDF.

## Millors marques
- Llançament de martell. 74,90 cm (1971)[4]